# Хоботнице (породица)
Породица хоботница (лат. Octopodidae) је група главоножаца чије се врсте, попут свих других врста реда хоботница, одликују кесичастим, релативно кратким телом без бочних пераја. Унутрашња љуштура је или рудиментисана или је нема. Пипака има осам и међу собом су мање-више исте дужине. Одлика баш ове породице је да су женке и мужјаци исте величине.

## Класификација
- Род
- Потпородица 
  - Род 
  - Род 
  - Род 

  - Род
- Потпородица 
  - Род  - недавно раздвојен од Pareledone
  - Род 
  - Род 
  - Род 

  - Род 
  - Род
- Потпородица 
  - Род 
  - Род 
  - Род
- Потпородица 
  - Род
- Потпородица 
  - Род 
  - Род 

  - Род 
  - Род 

  - Род 

  - Род 
  - Род 
  - Род 
  - Род 
  - Род 
  - Род 
  - Род 
  - Род 
  - Род 
  - Род